# Opstand van Takowo
De opstand van Takovo (Servisch: Таковски устанак, Takovski oestanak) was het begin van de bevrijdingsoorlog die Servië van de eeuwenlange Turkse overheersing bevrijdde.
De eerste opstand was in 1813 in bloed gesmoord maar deze Tweede Servische Opstand in 1815 was succesvol. Het startsein voor de revolte was een door de analfabete veehandelaar Miloš Obrenović, later Prins Milos Obrenović en stichter van het koningshuis der Obrenović dat Servië tot 1903 regeerde, op 23 april 1815  bijeengeroepen bijeenkomst op het kerkhof van het kleine dorp Takovo.
Milos ontrolde een vlag met een rood kruis, zwoer de Turken te verdrijven en riep; "Hier ben ik en hier bent u, oorlog aan de Turken!".
In Takovo herinnert een klein museum aan de opstand. Pronkstuk is een schilderij van Paja Jovanović
(Vršac, 1859 - Wenen 1957) waarop Milos' eed wordt weergegeven.
De Servische vorst Michael heeft het in 1863 ingestelde en aan veteranen uitgereikte Takowo-kruis in 1878 tot ridderorde, de "Orde van het Kruis van Takawo" gemaakt. De orde was zozeer met dynastie der Obrenović verbonden dat de Karageorge de orde in 1903 afgeschaft hebben.